# 岩崎貴文
岩崎 貴文（いわさき たかふみ、1976年8月29日 - ）は、日本のギタリスト、作曲家、編曲家、歌手。熊本県出身。血液型はO型。

## 略歴
中学生時代にTHE BLUE HEARTSのファンとなり、ギタリストの真島昌利に憧れてギターを始めた。
1995年、バンド「No?Yes!!」にギタリストとして加入。2001年5月、同バンドのメンバーとしてメジャー・デビュー。
2003年、「No?Yes!!」が活動休止。同年『爆竜戦隊アバレンジャー』OPテーマ作曲を担当、以後数々のアニメソング・特撮ソングの作編曲に携わるようになる。
2005年、『魔法戦隊マジレンジャー』OPテーマ「魔法戦隊マジレンジャー」で歌手デビューし、8万枚の売り上げを記録した（オリコン調べ）。同曲は2013年3月現在、スーパー戦隊シリーズの主題歌で歴代最高のセールスを記録するヒットとなり、岩崎は日本ゴールドディスク大賞で「ニューアーティスト・オブ・ザ・イヤー」を受賞。この他、2019年には岩崎が作曲した『ドラゴンボール超』の2期OPテーマ『限界突破×サバイバー』（歌・氷川きよし）が第61回日本レコード大賞で「作曲賞」を受賞している。
2008年、「Project.R」に参加。この他、シュリケンチョップ名義での楽曲提供、女性ボーカリストとわとのユニットである『Lucy Labs Rock』としての活動を行っている。
座右の銘は「現状維持は退歩なり」。
作曲家としては「歌（メロディー）は、シンプルであれ」という信念の元で曲作りを行っている。

## 主な作品
※印が付記されているものはシュリケンチョップ名義でのもの。

### 特撮
- 『爆竜戦隊アバレンジャー』
  - 「爆竜戦隊アバレンジャー」（OP／作曲担当）
- 『魔法戦隊マジレンジャー』
  - 「魔法戦隊マジレンジャー」（OP／作曲・歌担当）
  - 「魔法のJUMON」（挿入歌／作曲・編曲・歌担当）
- 『轟轟戦隊ボウケンジャー』
  - 「ボウケンジャー GO ON FIGHTING!」（挿入歌／編曲担当）
  - 「ゴーゴービークル大行進!」（挿入歌／作詞・作曲・編曲・歌担当）
  - 「Start up! 〜絆〜」（挿入歌／編曲担当）
  - 「Black Drive」（イメージソング／作曲・編曲担当）
- 『獣拳戦隊ゲキレンジャー』
  - 「獣拳戦隊ゲキレンジャー」（OP／作曲担当）
  - 「1-2-3-4激気正義!」（挿入歌／作曲担当）
  - 「過激気!」（挿入歌／作曲担当）
  - 「黒き鼓動〜揺るぎない想い〜」（イメージソング／作詞・作曲・編曲担当）
- 『炎神戦隊ゴーオンジャー』
  - 「炎神戦隊ゴーオンジャー」（OP／作曲・編曲担当）
  - 「明日もゴーオンジャー」（挿入歌／歌担当）
  - 「Smile×Smile」（イメージソング／作曲担当）
- 『侍戦隊シンケンジャー』
  - 「ゴールド人情 一本締め」（イメージソング／作曲・編曲担当）
- 『天装戦隊ゴセイジャー』
  - 「ガッチャ☆ゴセイジャー」（ED／作曲担当）
  - 「☆Fight☆」（挿入歌／作曲担当）
- 『海賊戦隊ゴーカイジャー』
  - 「派手に行くぜ!」（挿入歌／作曲担当）
  - 「パイレーツ・ガールズ」（挿入歌／作曲担当）
- 『烈車戦隊トッキュウジャー』
  - 「夢限∞イマジネーション」（挿入歌／作詞・作曲・編曲・歌担当）
- 『動物戦隊ジュウオウジャー』
  - 「輝く王者」（挿入歌／作曲担当）
- 『宇宙戦隊キュウレンジャー 』
  - 「贅沢HEAVEN!宇宙竜宮城」（挿入歌／作詞・作曲・編曲担当）
- 『魔進戦隊キラメイジャー 』
  - 「キラフル ミラクル キラメイジャー」（ED／作曲担当）
  - 「ひらめキーング!かがやキーング!」（イメージソング／作詞・作曲・編曲担当）
- 『暴太郎戦隊ドンブラザーズ 』
  - 「わっしょいしょい」（挿入歌／作詞・作曲・編曲・歌担当）

### アニメ
- 『クレヨンしんちゃん』
  - 「こんな時こそ焼肉がある」（映画『クレヨンしんちゃん 嵐を呼ぶ 栄光のヤキニクロード』ED／作曲担当）
  - 「ユルユルでDE-O!」（TVシリーズ、映画『クレヨンしんちゃん 嵐を呼ぶ 歌うケツだけ爆弾!』OP／編曲担当）
- 『テニスの王子様』
  - 「君に映る景色」（イメージソング／作詞・作曲・編曲担当）※
  - 「7月の雨〜is this love?〜」（イメージソング／作詞・作曲・編曲担当）※
  - 「僕が僕でありますように」（イメージソング／作曲・編曲担当）※
  - 「RISE-下剋＋上等-」（イメージソング／作曲・編曲担当）※
- 『お茶犬〜「ほっ」とものがたり〜』
  - 「お茶犬絵かき歌」（ED／作曲・編曲担当）
- 『はたらキッズ マイハム組』
  - 「はたらキッズ マイハム組」（OP／作詞・作曲・編曲担当）
- 『映画 プリキュアオールスターズDX みんなともだちっ☆奇跡の全員大集合! 』
  - 「プリキュア、奇跡デラックス」（ED／作曲担当）
- 『ドラゴンボール改』
  - 「Dragon Soul」（OP／作曲担当）
  - 「Yeah! Break! Care! Break!」（ED／作曲担当）
  - 「空・前・絶・後 Kuu-Zen-Zetsu-Go」（第2期OP／作曲担当）
- 『聖剣の刀鍛冶』
  - 「JUSTICE of LIGHT」（OP／作曲担当）
- 『ジュエルペット てぃんくる☆』
  - 「Happy☆てぃんくる」（OP／作曲担当）
- 『夢色パティシエールSP（スペシャル）プロフェッショナル』
  - 「Sweet Romance」（OP／作曲担当）
- 『ジュエルペット サンシャイン』
  - 「GO! GO! サンシャイン」（OP／作詞・作曲担当）
- 『デジモンクロスウォーズ 〜時を駆ける少年ハンターたち〜』
  - 「Shining Dreamers」（挿入歌／作曲・歌担当）
- 『聖闘士星矢Ω』
  - 「未来聖闘士Ω〜セイントエボリューション〜」（OP／作曲担当）
- 『逆転裁判 〜その「真実」、異議あり!〜』
  - 「逆転Winner」（OP／作曲担当）
  - 「人生は素晴らしい」（OP／作曲担当）
- 『黒魔女さんが通る!!』
  - 「Doki Doki しちゃうの Oh yeah!」（主題歌／作曲担当）2012年4月 - 2013年3月
  - 「フェスティパーリー」（主題歌／作曲担当）2013年4月 - 2014年3月

### 歌謡曲
- Ya-Ya-yah
  - 「風に乗って」（作詞・作曲担当）
- AKB48（フューチャーガールズ）
  - 「Show fight!」（作曲・編曲担当）
- 宮本佳那子
  - 「笑顔のひだまり」（作曲担当）
  - 「HOME」（作曲担当）
  - 「星の浜辺」（作曲担当）
- ジャニーズWEST
  - 「ええじゃないか」（作詞・作曲担当）
  - 「ズンドコ パラダイス」（作詞・作曲担当）
  - 「逆転Winner」（アニメ『逆転裁判』の項を参照）
  - 「人生は素晴らしい」（アニメ『逆転裁判』の項を参照）
  - 「いま逢いたいからしょうがない」（作曲担当）
  - 「Ya! Hot! Hot!」（作詞・作曲担当）
  - 「スタートダッシュ!」（作曲担当）
  - 「ホメチギリスト」（作詞・作曲担当）
  - 「WESTV!ショッピング!」（作詞・作曲担当）
  - 「コンビニ行くけどなんかいる？」（作曲・編曲担当）
- Hey! Say! JUMP
  - 「Chau＃」（作編曲担当）
- 氷川きよし
  - 「笑っていこうぜ!」（作詞・作曲・編曲担当）
- GOALOUS5
  - 「5 AHEAD!」（作曲・編曲担当）
- ガッチマンV
  - 「ガッチマンV」[3]（作詞・作曲担当）

## 出演

### ラジオ
- 『A&G 超RADIO SHOW〜アニスパ!〜』（50回目ゲスト）